# 蔣琬

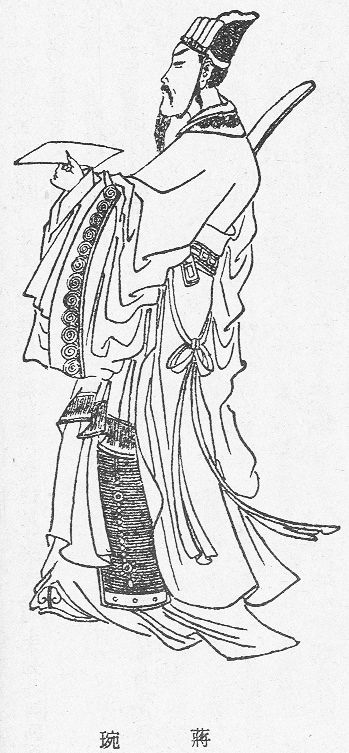
蔣琬畫像

蔣琬（2世紀—246年），字公琰，三國時代蜀漢的重臣，是劉敏、潘濬表兄。荊州零陵湘鄉（今湖南省永州市零陵區）人，蜀汉四英之一。初随刘备入蜀，诸葛亮卒后封大将军，辅佐刘禅，主持朝政，统兵御魏。采取闭关息民政策，国力大增。官至大司马，蜀漢安阳亭侯，諡號恭。

## 生平
蔣琬二十歲左右，和表弟劉敏都知名於當世。

### 方整威重
他在跟隨劉備自荊州入蜀之前，就已擔任州書佐一職。入蜀後，劉備任命他當廣都長。在任期間，因貪杯怠惰了公事，劉備打算重罰他，後來軍師將軍諸葛亮替他求情，並稱讚他說：「蔣琬是國家的棟樑之材，而非平庸之輩。他推行政務皆以安定百姓為根本，也不會用表面功夫來敷衍，希望主公能再三考慮。」劉備向來很敬重諸葛亮，聽他這麼說之後，就不再追究蔣琬的過失，只是倉促間免去蔣琬的官職。過沒多久，蔣琬就升職為什邡令，以試其才。後來劉備做漢中王、開府的時候，調任為尚書郎。
建興元年，丞相諸葛亮開府，徵召蔣琬擔任東曹掾一職，又舉薦他為茂才，蒋琬坚持让给刘邕、阴化、庞延、廖淳。後來諸葛亮曾私下上表給後主表示：「臣如果遭遇不幸，往後的軍國重任可以託付給蔣琬。」諸葛亮去世之後，朝廷便任用蔣琬當尚書令，不久後又加官行都護、假節、領益州刺史；一路升遷至大將軍，錄尚書事，爵封安陽亭侯。

### 負荷時命

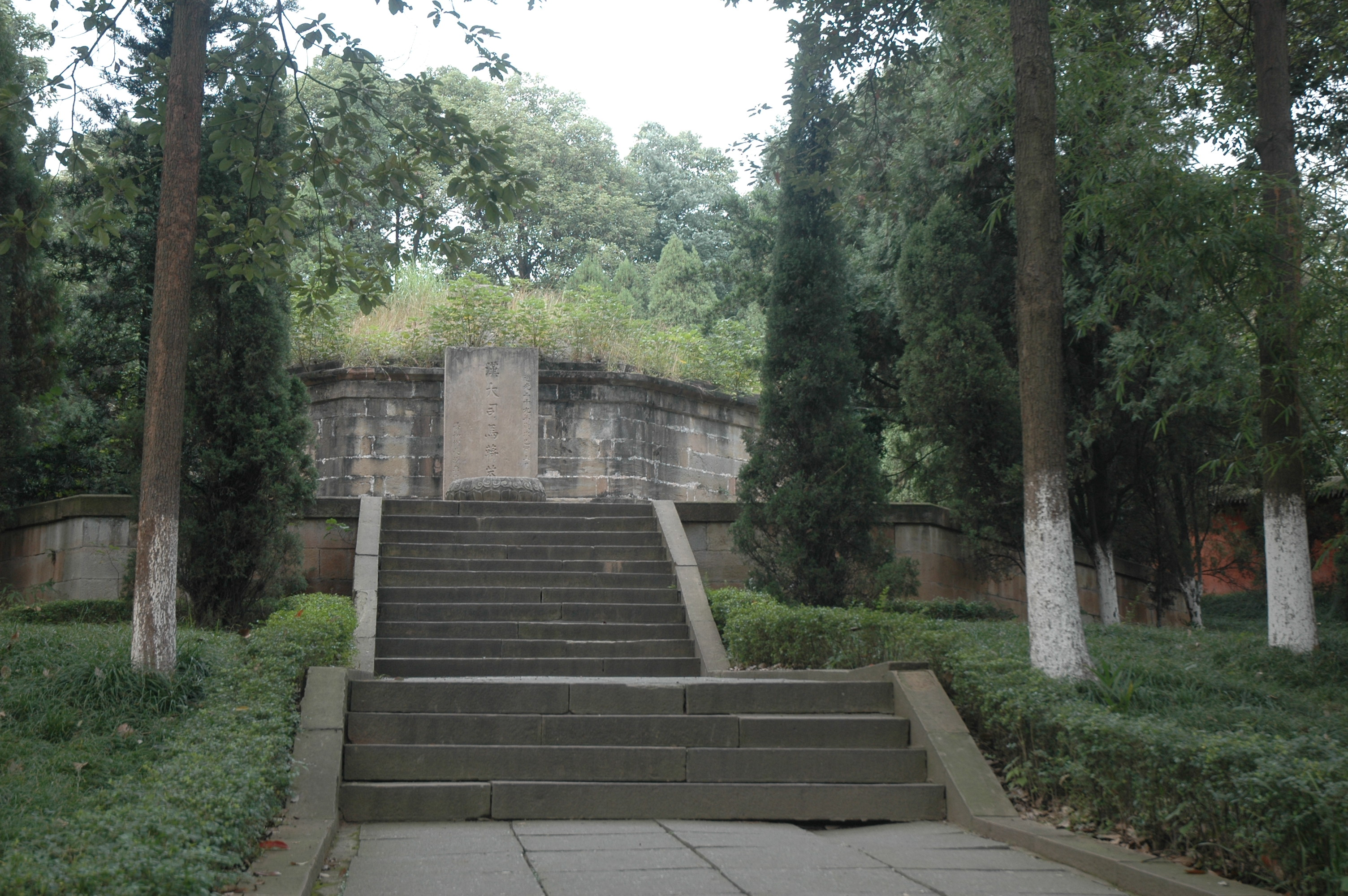
位于四川绵阳西山的蒋琬墓

蔣琬在接替諸葛亮的重任之後仍如往常專心國政，以中庸的態度處理大小事，未因此顯得特別高興或悲傷。延熙二年（239年），加官為大司馬。這期間，蔣琬吸取諸葛亮北伐的教訓，改以經水路進攻魏興、上庸等地為目標，但因自身患病無法指揮，且朝中反對者眾，故計劃最終未能付諸實行；在与蜀汉结盟的东吴方面，步骘、朱然见状，还上表吴帝孙权称蒋琬这是要背盟联魏，但孙权没有相信。延熙三年，任命姜維為鎮西大將軍，領涼州刺史，並上疏自領兵屯於涪，獲得朝廷認可。
蔣琬不憑自己的好惡處理政務或決策。督农杨敏曾经在背后诋毁蒋琬：“蒋公这个人作事愦愦（糊涂、昏庸），实在是不如诸葛亮。”有人向蒋琬告发，建议蒋琬请示刘禅治杨敏之罪，蒋琬心平气和地说：“我实在是不如前人，没有什么可请示的。”别人不理解，就问蒋琬你有什么愦愦之状，蒋琬答道：“如果我真的在处理某些事上不如前人，肯定是事不在理；事不在理，处理起来自认就糊涂了。还用再问吗？”后来杨敏因为别的事被逮捕入狱，众人都以为蒋琬会借机处死杨敏，但是蒋琬“心无适莫”，沒有因此落井下石，而是就事论事，並未趁勢治杨敏重罪。
延熙九年（公元246年）十一月去世，諡號「恭」。葬于今四川绵阳西山，蒋琬墓至今保存完好。

## 軼事
早期蔣琬被劉備免官後，夜裡夢見一個牛頭於門前，流血滂沱，蔣琬十分厭惡這個夢，於是找了趙直問其凶吉。趙直說：“見血之事，是事已有分明。牛角和鼻子，是‘公’字之象，您的職位必定達到公卿，此乃大吉的徵兆。”後蔣琬官至大司馬、安陽亭侯。
在馬謖因街亭的挫敗被諸葛亮斬首後，當時蔣琬在漢中向諸葛亮說：「以前楚文王殺成得臣，然後晉文公聽到這件事情相當高興，天下還沒一統就殺了這樣智慧謀略的策士，怎一點都不可惜啊！」於是諸葛亮流淚反駁：「孫武當時能勝任天下人的原因，就是用法明確。當時揚亂了法律，魏絳就殺了他的僕人。現在四海分裂，才開始出兵打仗，如果現在還恢復那些廢法，我們還用來討賊（曹魏）做什麼啊！」

### 十人十色
東曹掾楊戲性格簡單而粗略，對他人少有名不副實的讚美，對待事物也不過度。蔣琬跟楊戲談話時，其常靜默不答。便有人向蔣琬說：「蔣公您和楊戲對話時，他都不予回應，還態度傲慢，這不會太過分嗎？」蔣琬回答：「每個人不同的個性，就像是各自不同的面貌；當面稱讚卻在背後指責，此自古以來又為人避忌。楊戲如果故意稱讚，便非其本意；但若反駁，即會顯出我的不是，所以才沉默不語，這便是他坦率的表現了。」這也成為日本語成語「十人十色」典故。

## 評價
- 諸葛亮：“公琰讬志忠雅，当与吾共赞王业者也。”“蒋琬，社稷之器，非百里之才也。”“侍中、尚书、长史、参军，此悉贞良死节之臣，愿陛下亲之信之，则汉室之隆，可计日而待也。”“臣若不幸，后事宜以付琬。”（《三国志·卷四十四·蜀书十四·蒋琬费祎姜维传第十四》）
- 陳壽《三國志·蔣琬費禕姜維傳》評曰：「蔣琬方整有威重，費禕寬濟而博愛，咸承諸葛之成規，因循而不革，是以邊境無虞，邦家和一，然猶未盡治小之宜，居靜之理也。」
- 袁宏：“公琰殖根，不忘中正。岂曰模拟，实在雅性。亦既羁勒，负荷时命。推贤恭己，久而可敬。”（《三国名臣颂》）
- 裴松之補充陳壽評價：「臣松之以為蔣、費為相，克遵畫一，未甞徇功妄動，有所虧喪，外郤駱谷之師，內保寧緝之實，治小之宜，居靜之理，何以過於此哉！今譏其未盡而不著其事，故使覽者不知所謂也。」（《三国志·卷四十四·蜀书十四·蒋琬费祎姜维传第十四》）
- 王夫之：“蒋琬改诸葛之图，欲以舟师乘汉、沔东下，袭魏兴、上庸，愈非策矣。魏兴、上庸，非魏所恃为巖险，而其赘余之地也。纵克之矣，能东下襄、樊北收宛、雒乎？不能也。何也？魏兴、上庸，汉中东迤之余险，士卒所凭以阻突骑之重突，而依险自固，则出险而魂神已惘，固不能逾阃限以与人相搏也。且舟师之顺流而下也，逸矣；无与遏之而戒心弛，一离乎水而衰气不足以生，必败之道也。先主与吴共争于水而且溃，况欲以水为势，而与车骑争于原陆乎？魏且履实地、资宿饱，坐而制之于丹、淯之湄，如蛾赴燄，十扑而九亡矣。故蒋琬死，费祎刺，而蜀汉无人。”（《读通鉴论·卷十·三国》）
- 端木埰：“诸贤早世，宿将只一赵云，内治只一蒋琬，向宠、董允以下力皆有不逮将相之任。”（《有不为斋集》）
- 汤鹏：“蒋琬为广都长，不治事；为大将军录尚书事，则群僚服。当其蓄也，畴必之？迨其发也，乃称之。”（《浮邱子·卷五》）

## 家庭

### 從弟
- 刘敏，与蒋琬都因才学而知名。官至左护军、扬威将军，曾协助费祎击退魏军，封云亭侯。
- 潘濬，字承明，原本侍奉關羽，後為吴国重臣，官至太常，封刘阳侯。曾率军大破五溪蛮夷。

### 儿子
- 蒋斌
- 蒋显
- 蔣䝺

## 艺术形象

### 三国演义
- 形象与正史相似。刘备在荆州时成为刘表属下，在内政方面发挥才能。北伐之时在后方支援大军。诸葛亮死后，刘禅依诸葛亮遗言加蒋琬为丞相、大将军，录尚书事，与费祎一起处理丞相事务。

### 影视
- 1994年電視劇《三國演義》：刘宏坤
- 2017年電視劇《大軍師司馬懿之軍師聯盟》：公方敏

## 延伸阅读
[在维基数据编辑]
 《三國志·卷44》，出自陳壽《三國志》
 在维基共享资源阅览影像、分类
| 官衔                 | 官衔                     | 官衔        |
| -------------------- | ------------------------ | ----------- |
| 前任： 诸葛亮 益州牧 | 蜀汉益州刺史 234年—244年 | 繼任： 费祎 |